# Albert Lanièce
Albert Lanièce (pron. fr. AFI: [albɛʁ lanjɛs]) (Aosta, 17 febbraio 1966) è un politico italiano dell'Union Valdôtaine.

## Biografia

### Attività politica
Nato a Aosta ma originario di Champdepraz, è esponente dell'Union Valdôtaine
Nel quinquennio 2008-2013 è stato Assessore tecnico alla Sanità, Salute e Politiche sociali della Regione Autonoma Valle d'Aosta.
Ha inoltre diretto l'Istituto musicale di Aosta dal 2004 al 2008 ed è direttore del coro di Verrès dal 1998.

#### Elezione a senatore
Alle elezioni politiche del 2013 è candidato al Senato della Repubblica nel collegio uninominale unico della Valle d'Aosta per la lista Vallée d'Aoste (che federa al proprio interno Union Valdôtaine, Stella Alpina e Fédération Autonomiste), venendo eletto senatore della XVII Legislatura.
Al Senato si iscrive al gruppo parlamentare Per le Autonomie (SVP-UV-PATT-UPT) - PSI -MAIE (facente parte della maggioranza che sostiene il governo), del quale diviene vicecapogruppo.
Viene rieletto nelle elezioni politiche del 2018 nella lista Vallée d'Aoste, federante PD, UV, UVP ed EPAV.
Non si ricandida alle elezioni politiche del 2022.